# John Solodar
John Solodar (ur.  1940) – amerykański brydżysta, World Life Master (WBF).

## Wyniki brydżowe

### Zawody światowe
W światowych zawodach zdobył następujące lokaty:
| Mistrzostwa Świata. Konkurencja teamów | Mistrzostwa Świata. Konkurencja teamów | Mistrzostwa Świata. Konkurencja teamów | Mistrzostwa Świata. Konkurencja teamów | Mistrzostwa Świata. Konkurencja teamów | Mistrzostwa Świata. Konkurencja teamów |
| Rok                                    | Miejsce                                | Zawody                                 | Kategoria                              | Drużyna                                | Pozycja                                |
| -------------------------------------- | -------------------------------------- | -------------------------------------- | -------------------------------------- | -------------------------------------- | -------------------------------------- |
| 2010                                   | Filadelfia                             | 13. Seria Mistrzostw Świata            | Miksty                                 | Solodar                                | 60                                     |
| 2010                                   | Filadelfia                             | 13. Seria Mistrzostw Świata            | Seniorzy                               | Sternberg                              | 13                                     |
| 2009                                   | São Paulo                              | 39 Mistrzostwa Świata Teamów           | Seniorzy                               | USA 1                                  | 5                                      |
| 1998                                   | Lille                                  | 10. Mistrzostwa Świata                 | Seniorzy                               | Solodar                                | 30                                     |
| 1994                                   | Albuquerque                            | 9 Mistrzostwa Świata                   | Open                                   | Rapee                                  | 17                                     |
| 1990                                   | Genewa                                 | 8 Mistrzostwa Świata                   | Open                                   | Rapee                                  | 3                                      |
| 1986                                   | Miami Beach                            | 7. Mistrzostwa Świata                  | Open                                   | Bramley                                | 11                                     |
| 1982                                   | Biarritz                               | 6 Mistrzostwa Świata                   | Open                                   | Berkowitz                              | 24                                     |
| 1981                                   | Nowy Jork                              | 25. Mistrzostwa Świata Teamów          | Open                                   | USA                                    | 1                                      |
| 1978                                   | Nowy Orlean                            | 5 Mistrzostwa Świata                   | Open                                   | Cohen                                  | 13                                     |

| Mistrzostwa Świata. Konkurencja par | Mistrzostwa Świata. Konkurencja par | Mistrzostwa Świata. Konkurencja par | Mistrzostwa Świata. Konkurencja par | Mistrzostwa Świata. Konkurencja par | Mistrzostwa Świata. Konkurencja par |
| Rok                                 | Miejsce                             | Zawody                              | Kategoria                           | Partner                             | Pozycja                             |
| ----------------------------------- | ----------------------------------- | ----------------------------------- | ----------------------------------- | ----------------------------------- | ----------------------------------- |
| 2010                                | Filadelfia                          | 13. Mistrzostwa Świata              | Seniorzy                            | Lynda Nitabach                      | 62                                  |
| 2002                                | Montreal                            | 11. Mistrzostwa Świata              | Seniorzy                            | David Weisman                       | 39                                  |
| 2002                                | Montreal                            | 11. Mistrzostwa Świata              | Miksty                              | Phyllis Rye                         | 39                                  |
| 2002                                | Montreal                            | 11 Mistrzostwa Świata               | Open                                | Jussi Angervo                       | 277                                 |
| 1998                                | Lille                               | 10. Mistrzostwa Świata              | Seniorzy                            | Judith Weisman                      | 15                                  |
| 1998                                | Lille                               | 10 Mistrzostwa Świata               | Miksty                              | Andrew Moss                         | 24                                  |
| 1978                                | Nowy Orlean                         | 5. Mistrzostwa Świata               | Miksty                              | Vivian Whalen                       | 14                                  |

## Klasyfikacja
- John Solodar – klasyfikacja WBF (ang.)